# Клементинув (Мазовецьке воєводство)
Клементинув (пол. Klementynów) — село в Польщі, у гміні Ґловачув Козеницького повіту Мазовецького воєводства.
Населення — 75 осіб (2011).
У 1975-1998 роках село належало до Радомського воєводства.

## Демографія
Демографічна структура станом на 31 березня 2011 року:
|          | Загалом | Допрацездатний вік | Працездатний вік | Постпрацездатний вік |
| -------- | ------- | ------------------ | ---------------- | -------------------- |
| Чоловіки | 38      | 7                  | 24               | 7                    |
| Жінки    | 37      | 5                  | 18               | 14                   |
| Разом    | 75      | 12                 | 42               | 21                   |